# 富小路総直
富小路総直（とみのこうじ ふさなお、享保4年（1719年）11月9日 - 天明2年（1782年）11月10日）は、江戸時代中期の公卿。

## 官歴
- 享保17年（1732年）：修理大夫
- 享保18年（1733年）：従五位上
- 元文2年（1737年）：正五位下
- 元文3年（1738年）：右京大夫
- 寛保元年（1741年）：従四位下
- 寛保3年（1743年）：刑部大夫
- 延享2年（1745年）：従四位上
- 寛延2年（1749年）：正四位下
- 宝暦4年（1754年）：従三位
- 宝暦10年（1760年）：正三位
- 明和元年（1764年）：刑部卿
- 明和2年（1765年）：踏歌外弁
- 安永2年（1776年）：従二位
- 天明2年（1782年）：正二位

## 系譜
- 父：富小路重直
- 子：富小路良直